# Френчтаун-Рамблі (Меріленд)
Френчтаун-Рамблі (англ. Frenchtown-Rumbly) — переписна місцевість (CDP) в США, в окрузі Сомерсет штату Меріленд. Населення — 86 осіб (2020).

## Географія
Френчтаун-Рамблі розташований за координатами 38°4′28″ пн. ш. 75°51′12″ зх. д. / 38.07444° пн. ш. 75.85333° зх. д. (38.074450, -75.853323).  За даними Бюро перепису населення США в 2010 році переписна місцевість мала площу 21,74 км², з яких 9,73 км² — суходіл та 12,01 км² — водойми.

## Демографія
Згідно з переписом 2010 року, у переписній місцевості мешкало 100 осіб у 46 домогосподарствах у складі 31 родини. Густота населення становила 5 осіб/км².  Було 94 помешкання (4/км²).
Расовий склад населення:
| - 96,0 % — білих - 2,0 % — корінних американців - 2,0 % — чорних або афроамериканців |

До двох чи більше рас належало 0,0 %. Частка іспаномовних становила 0,0 % від усіх жителів.
За віковим діапазоном населення розподілялося таким чином: 10,0 % — особи молодші 18 років, 59,0 % — особи у віці 18—64 років, 31,0 % — особи у віці 65 років та старші. Медіана віку мешканця становила 57,3 року. На 100 осіб жіночої статі у переписній місцевості припадало 96,1 чоловіків;  на 100 жінок у віці від 18 років та старших — 100,0 чоловіків також старших 18 років.
Цивільне працевлаштоване населення становило 45 осіб. Основні галузі зайнятості: публічна адміністрація — 37,8 %, транспорт — 26,7 %, науковці, спеціалісти, менеджери — 20,0 %, сільське господарство, лісництво, риболовля — 15,6 %.